# سول زانتي
سول زانتي هو مدرس وفيلسوف وسياسي كندي، ولد في 11 أغسطس 1982 في Sainte-Foy, Quebec City ‏ في كندا. نشط حزبياً في Option nationale ‏. وقد انتخب عضو الجمعية الوطنية في كيبك ‏ عن دائرة Jean-Lesage ‏ خلال فترته النيابية ‏ (17 أكتوبر 2018 – ) وانتخب زعيم حزب (26 أكتوبر 2013 – 31 ديسمبر 2017).